# Emil Maurice
Emil Maurice (Westermoor, 19 gennaio 1897 – Monaco di Baviera, 6 febbraio 1972) è stato un politico e generale tedesco, membro del Partito Nazionalsocialista Tedesco dei Lavoratori e uno dei fondatori delle SS. Inoltre, assieme a Erich Kempka, fu l'autista personale di Hitler.

## Biografia
L'amicizia tra Maurice e Hitler risaliva al 1919, quando entrambi erano membri del DAP, il Partito Tedesco dei Lavoratori. Con la fondazione delle Sturmabteilung, Maurice divenne il primo Oberster SA-Führer (Comandante supremo delle SA). Nel 1923 Maurice divenne membro delle Stabswache, le guardie che provvedevano alla sicurezza personale di Hitler; Maurice in particolare ebbe il compito delle procedure di sicurezza in tutte le uscite di Hitler, compresi i raduni di partito. Successivamente l'unità fu rinominata Stoßtrupp, e oltre a Maurice ne facevano parte anche Julius Schreck, Joseph Berchtold e Erhard Heiden, i primi tre Reichsführer-SS.
Il 9 novembre 1923 le Stoßtrupp, assieme alle SA e ad altre unità paramilitari, presero parte al fallito Putsch di Monaco. Come conseguenza, Maurice fu arrestato assieme a Hitler, Rudolf Hess e ad altri capi nazisti, ed incarcerato nella prigione di Landsberg. Durante la prigionia Maurice scrisse sotto dettatura alcuni capitoli del Mein Kampf e vi è anche citato; durante questo periodo il partito nazista, come pure le Stoßtrupp, era stato sciolto e messo fuori legge.
Dopo il rilascio di Hitler e degli altri membri nazisti, il partito fu rifondato e nel 1925 Hitler ordinò la costituzione di un nuovo raggruppamento per la sua difesa personale, denominato Schutzkommando, al cui vertice fu posto Julius Schreck, ma di cui facevano parte Maurice ed altri ex-membri delle Stoßtrupp; successivamente quello stesso anno lo Schutzkommando si espanse a livello nazionale e venne prima chiamato Sturmstaffel ed infine il 9 novembre 1925 Schutzstaffel, abbreviato in SS. Hitler ricevette la tessera n.1, mentre Maurice la n.2.
Nel 1937 fu nominato presidente della Camera di commercio di Monaco. Dal 1940 al 1942 prestò servizio nella Luftwaffe come ufficiale.